# Павел Александров
Павел Ангелов Александров е български психолог, професор.

## Биография
Роден е на 19 август 1936 г. в пернишкото село Люлин. През 1963 г. завършва педагогия в Софийския университет. От 1967 г. е асистент в Софийския университет, а от 1978 г. и доцент по обща психология. През 1993 г. става доктор на психологическите науки с дисертация на тема „Българска интроспективна психология“. От 1977 до 1982 г. е ръководител на Лаборатория за личностно развитие на студентите. Между 1984 и 1990 г. е ръководител на катедрата по психология в Софийския университет. Твори в областта на историята на психологията, както и в диференциалната психология. Член е на Съюза на учените в България и на Дружеството на психолозите в България.  Преподавал е в Софийския, Шуменския, Варненския свободен и Бургаския университети. Носител на орден „Кирил и Методий“ и „Орден на труда“.
Умира на 10 октомври 2019 г.

## Книги
- „Диференциално-психични особености на личността“, Изд. Народна просвета (1976 г.);
- „Професионално самоопределение на личността“, Изд. Народна просвета (1987 г.);
- „Интелект и обучение“, Изд. Народна просвета (1990 г.);
- „История на психологията“ I част, Изд. Псидо (2005)
- „История на интроспективната психология“. ВСУ „Черноризец Храбър“, (2012)